# Guugu Yimidhirr (peuple)
| \| Localisation sur la carte d'Australie · guugu yimidhirr \| Localisation sur la carte d'Australie guugu yimidhirr. |
| Localisation sur la carte d'Australie · guugu yimidhirr                                                              |

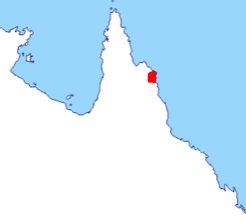
Terres de la tribu Guugu Yimidhirr

Les Guugu Yimidhirr (ou Guugu Yimithirr ou Guguyimidjir) sont une tribu aborigène de l'extrême-nord du Queensland en Australie, dont la plupart vivent aujourd'hui à Hopevale (environ 800 habitants), à environ 46 km de Cooktown par la route. Guugu yimidhirr est aussi le nom de leur langue. C'était un peuple côtier et ils se définissent comme des « gens de la mer ».
En 2016, 773 personnes déclarent parler le guugu yimidhirr à la maison.